# Nhà Đinh
Nhà Đinh (chữ Nôm: 茹丁, chữ Hán: 丁朝, Hán Việt: Đinh triều) là triều đại quân chủ phong kiến trong lịch sử Việt Nam bắt đầu năm 968, sau khi Đinh Tiên Hoàng dẹp xong loạn 12 sứ quân thống nhất đất nước và kết thúc năm 980 khi con của Đinh Tiên Hoàng là Đinh Phế Đế nhường ngôi cho Lê Hoàn.
Nhà Đinh là triều đại mở đầu chế độ phong kiến tập quyền và thời kỳ tự chủ với một chế độ đứng đầu bởi một Hoàng đế của nước Việt Nam. Vương triều nhà Đinh đã mở nền chính thống cho thời đại phong kiến độc lập cho nên trong các bộ chính sử kể từ Đại Việt sử ký toàn thư thế kỷ XV, Đại Việt sử ký tiền biên thế kỷ XVIII đến Khâm định Việt sử thông giám cương mục thế kỷ XIX thì triều đại này đều được các tác giả lấy làm mốc mở đầu phần Bản kỷ hoặc Chính biên. Tiếp đến, việc xưng đế hiệu Đại Thắng Minh Hoàng đế của Đinh Tiên Hoàng mang ý thức lớn về sự tự tôn của nước Việt, có hàm ý so sánh với các Hoàng đế Trung Hoa.

## Lịch sử

### Thống nhất giang sơn
Năm 944, Ngô Quyền (vua tự xưng là Ngô Vương) mất, anh/em vợ là Dương Tam Kha cướp ngôi của nhà Ngô, xưng Dương Bình Vương. Các nơi không chịu thuần phục, nhiều thủ lĩnh nổi lên cát cứ các vùng thường đem quân đánh lẫn nhau.
Con trưởng của Ngô Quyền là Ngô Xương Ngập bỏ trốn. Dương Tam Kha nhận Ngô Xương Văn - con thứ của Ngô Quyền - làm con nuôi. Năm 950, Ngô Xương Văn lật đổ Dương Tam Kha, trở thành Nam Tấn Vương. Ngô Xương Ngập được đưa về, cũng làm vua, là Thiên Sách Vương. Đó là thời Hậu Ngô Vương.
Năm 954, Ngô Xương Ngập chết. Đến năm 965, Ngô Xương Văn chết, con Ngô Xương Ngập là Ngô Xương Xí nối nghiệp. Nhưng vì thế lực suy yếu nên lui về giữ đất Bình Kiều. Quý tộc nhà Ngô, các tướng nhà Ngô cùng các thủ lĩnh địa phương đều nổi dậy chiếm cứ một vùng. Bắt đầu từ đó hình thành thế cục mà sử sách gọi là loạn 12 sứ quân.
Trong số các lực lượng nổi dậy chống triều đình, nổi lên Đinh Bộ Lĩnh (Đinh Hoàn). Ông là người Hoa Lư, châu Đại Hoàng. Có cha là Đinh Công Trứ - nha tướng của Dương Đình Nghệ, giữ chức Thứ sử Hoan Châu(Nghệ An, Hà Tĩnh ngày nay).
Thời kỳ đó, Đinh Bộ Lĩnh đã cùng những người thân thiết tổ chức lực lượng, rèn vũ khí, xây dựng căn cứ ở Hoa Lư. Sau vì bất đồng với người chú, Đinh Bộ Lĩnh cùng con trai Đinh Liễn sang đầu quân trong đạo binh của Sứ quân Trần Minh Công (Trần Lãm) ở Bố Hải Khẩu. Sau khi Trần Minh Công chết, Đinh Bộ Lĩnh thay quyền, chiêu mộ binh lính, chiêu dụ được sứ quân Phạm Bạch Hổ cùng nhiều sứ quân khác chống nhà Ngô và tiến đánh các sứ quân còn lại.
Trong hơn 3 năm, nhờ tài năng của mình, Đinh Bộ Lĩnh được nhân dân nhiều địa phương giúp sức, ủng hộ, đánh đâu thắng đấy, được tôn là Vạn Thắng vương. Các sứ quân lần lượt bị đánh bại hoặc xin hàng. Tình trạng cát cứ chấm dứt. Cuối năm 967, đất nước trở lại bình yên, thống nhất.

### Đinh Tiên Hoàng
Năm 968, Đinh Bộ Lĩnh lên ngôi Hoàng đế, tự xưng là Đại Thắng Minh Hoàng đế, tức là Đinh Tiên Hoàng, đặt quốc hiệu là Đại Cồ Việt, đóng đô ở Hoa Lư.
Đinh Bộ Lĩnh có ba con trai: Đinh Liễn, Đinh Toàn (Đinh Tuệ) và Đinh Hạng Lang. Đinh Liễn là con cả, đã cùng Đinh Bộ Lĩnh đánh dẹp 12 sứ quân. Năm 978, Đinh Bộ Lĩnh lập con út là Hạng Lang làm thái tử. Đinh Liễn quá tức giận nên giết chết Hạng Lang vào mùa xuân năm 979.
Cuối năm 979, Đinh Tiên Hoàng và Đinh Liễn bị sát hại trong cung. Sử ghi thủ phạm là nội nhân Đỗ Thích, nhưng các nhà nghiên cứu gần đây đặt ra giả thiết khác, cho rằng chủ mưu là Lê Hoàn (sau này làm vua và gọi là Lê Đại Hành) và Dương hậu.

### Đinh Phế Đế
Năm 979 Đinh Toàn, con trai còn lại của Đinh Bộ Lĩnh lên ngôi, là Đinh Phế Đế.
Đinh Toàn khi đó mới 6 tuổi. Quyền lực thực tế nằm trong tay Thập đạo tướng quân Lê Hoàn, là nhiếp chính. Các đại thần Đinh Điền, Nguyễn Bặc, Phạm Hạp thấy vậy, lại nghi Lê Hoàn tư thông cùng Thái hậu Dương Vân Nga nên cử binh đến đánh. Lê Hoàn dẹp tan, Đinh Điền, Nguyễn Bặc, Phạm Hạp đều bị giết chết. Phò mã Ngô Nhật Khánh bỏ trốn vào nam sang Chăm Pa, sau đó cùng vua Chăm Pa với hơn nghìn chiến thuyền định đến đánh kinh đô Hoa Lư nhưng bị bão chết.
Năm 980, nhà Tống rục rịch điều quân sang đánh Đại Cồ Việt, Thái hậu Dương Vân Nga cùng triều thần tôn Lê Hoàn lên làm vua, tức vua Lê Đại Hành. Nhà Đinh kết thúc, truyền được đến đời thứ hai, trị vì 12 năm (968-980).
Lê Hoàn sau khi lên ngôi lập ra nhà Tiền Lê đã đánh thắng quân Tống (tháng 4 năm 981). Đinh Toàn trở thành Vệ Vương có mặt trong triều đình Tiền Lê 20 năm. Năm 1001, trong lần cùng vua Lê Đại Hành đi dẹp loạn Cử Long thuộc vùng Cầm Thủy Thanh Hóa, Đinh Toàn bị trúng tên chết.

## Nội trị

### Bộ máy chính quyền
Năm 971, Đinh Tiên Hoàng bắt đầu quy định cấp bậc văn võ trong triều đình. Trong triều có sự tham gia của các nhà sư vì những đóng góp của họ trong quá trình dẹp loạn 12 sứ quân. Vua Đinh phong cho các quan văn võ:
- Nguyễn Bặc làm Định quốc công
- Đinh Điền làm Ngoại giáp
- Lưu Cơ làm Đô hộ phủ sĩ sư (chức vụ coi việc hình án)
- Lê Hoàn làm Thập đạo tướng quân
- Tăng thống Ngô Chân Lưu được ban hiệu là Khuông Việt đại sư
- Trương Ma Ni làm Tăng lục
- Đạo sĩ Đặng Huyền Quang được trao chức Sùng chân uy nghi.

Năm 975 vua Đinh ban quy định áo mũ cho các quan văn võ. Bộ máy chính quyền nhà Đinh vẫn được xem là còn đơn sơ.

### Quân đội
Theo sử sách, quân đội nhà Đinh có mười đạo: mỗi đạo có 10 quân, 1 quân 10 lữ, 1 lữ 10 tốt, 1 tốt 10 ngũ, 1 ngũ 10 người. Như vậy tổng số theo lý thuyết là 1 triệu người.

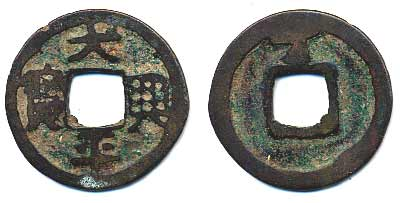
Tiền Thái Bình hưng bảo, đồng tiền đầu tiên của Việt Nam, làm bằng đồng

Tuy nhiên, trong các nhà nghiên cứu có nhiều ý kiến cho rằng con số đó không có thực. Chữ Thập, theo Lê Văn Siêu, chỉ mang tính khái quát toàn thể về cách tổ chức kiểu "ngụ binh ư nông" như nhà Lý sau này, thời bình cho làm ruộng, chỉ huy động khi cần; còn Trần Trọng Kim ước đoán quân đội nhà Đinh nhiều nhất chỉ có đến 10 vạn người.

### Pháp luật
Do ảnh hưởng nhiều năm từ thời loạn lạc, có nhiều người quen thói lúc loạn, không chịu tuân theo luật lệ. Do đó vua Tiên Hoàng dùng pháp luật nghiêm ngặt để trừng trị.
Đại Việt sử ký toàn thư ghi về việc này:
Vua [Đinh Tiên Hoàng] muốn dùng uy chế ngự thiên hạ, bèn đặt vạc lớn ở sân triều, nuôi hổ dữ trong cũi, hạ lệnh rằng: "Kẻ nào trái phép phải chịu tội bỏ vạc dầu, cho hổ ăn". Mọi người đều sợ phục, không ai dám phạm.
Trần Trọng Kim cho rằng "hình uy nghiêm như thế, thì cũng quá lắm, nhưng nhờ có những hình luật ấy thì dân trong nước mới dần dần được yên".

## Đối ngoại
Nhà Tống đang trên đường thống nhất Trung Quốc sau hơn 50 năm loạn lạc. Quân Tống do Phan Mỹ chỉ huy đã áp sát nước Nam Hán ở cạnh nước Đại Cồ Việt. Năm 970 Đinh Tiên Hoàng sai sứ sang giao hảo với Tống Thái Tổ. Việc ngoại giao với phương Bắc từ đó được duy trì khá đều đặn và hòa bình.
Sang năm 972, Tiên Hoàng lại sai con cả Đinh Liễn đi sứ sang Biện Kinh. Năm 973, Đinh Liễn trở về, nhà Tống lại sai sứ sang phong cho Tiên Hoàng làm Giao Chỉ quận vương, Đinh Liễn làm Kiểm hiệu thái sư Tỉnh Hải quân Tiết độ sứ An Nam đô hộ.
Đầu năm 975, Tiên Hoàng lại sai Trịnh Tú đem vàng, lụa, sừng tê, ngà voi sang triều cống nhà Tống. Ngay mùa thu năm đó, nhà Tống sai Hồng lô tự khanh Cao Bảo Tự cùng Vương Ngạn Phù sang gia phong cho Nam Việt Vương Liễn làm Khai phủ nghi đồng tam ty, Kiểm hiệu thái sư, Giao Chỉ quận vương. Từ đó về sau, Đinh Liễn được giao làm chủ việc ngoại giao với nhà Tống.
Đến năm 976, vua Đinh sai em Trần Lãm là Phò mã Trần Nguyên Thái sang nhà Tống đáp lễ. Năm sau (977), ông lại sai sứ sang mừng vua Tống mới là Tống Thái Tông lên ngôi. Đó cũng là lần ngoại giao cuối cùng giữa nhà Đinh và nhà Tống mà sử sách đề cập.

## Nhận định
Thời kỳ phục quốc của Việt Nam thế kỷ 10, từ họ Khúc chỉ xưng làm Tiết độ sứ, tới Ngô Quyền xưng Vương và tới vua Đinh xưng làm Hoàng đế. Sau một số vị vua xưng Đế từ trước và giữa thời Bắc thuộc bao gồm Triệu Vũ Đế, Triệu Văn Đế (nếu công nhận tính chính thống của nhà Triệu), Lý Nam Đế, Mai Hắc Đế rồi bị thất bại trước họa ngoại xâm, đến thời nhà Đinh, người cầm quyền Việt Nam mới thực sự vươn tới đỉnh cao ngôi vị và danh hiệu, khẳng định vị thế vững chắc của một quốc gia độc lập. Trong hoạt động ngoại giao, nhà Đinh được nhà Tống thừa nhận và coi trọng.
Việc vua Đinh khôn khéo kết hợp dùng võ công và biện pháp chiêu hàng các sứ quân để sớm chấm dứt loạn 12 sứ quân (968) là rất kịp thời, vì không lâu sau đó nhà Tống duỗi tới Quảng Châu, diệt nước Nam Hán (971), áp sát biên giới Đại Cồ Việt. Nếu không có sự xuất hiện của Đinh Bộ Lĩnh để thống nhất quốc gia bị chia sẻ tan nát, Việt Nam khó thoát khỏi họa xâm lăng từ phương Bắc tái diễn khi nhà Tống hoàn thành việc thống nhất phương nam.
Kế tục nhà Ngô, nhà Đinh tiếp tục xây dựng bộ máy cai trị trên lãnh thổ, dù chưa được hoàn bị như nhà Lý sau này nhưng bước đầu đã đi vào nền nếp.
Tổng cộng nhà Đinh có hai đời nhưng thực chất chỉ có 1 đời vua Tiên Hoàng.

## Di tích thời nhà Đinh

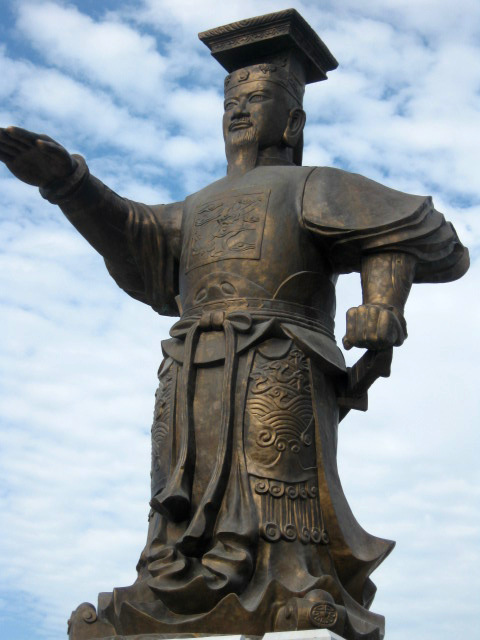
Tượng đài Đinh Tiên Hoàng đế ở thành phố Hoa Lư

Di tích về thời Đinh là các di tích có lịch sử hình thành từ thời Đinh hoặc có sau thời đại nhà Đinh, thờ các nhân vật lịch sử thời Đinh. Hiện ở Việt Nam có khoảng trên 500 di tích về thời Đinh.
Ninh Bình là vùng đất có kinh đô Hoa Lư, ở đây có nhiều di tích liên quan đến triều đại nhà Đinh, đặc biệt nằm ở thành phố Hoa Lư, huyện Nho Quan và Gia Viễn như: cố đô Hoa Lư với sông Sào Khê, động Thiên Tôn, động Hoa Lư,... Đặc biệt, quần thể danh thắng Tràng An với rất nhiều di tích thời Đinh đã được UNESCO công nhận là di sản thế giới năm 2014.

## Danh sách vua
Nhà Đinh truyền được 2 vua, tổng cộng 12 năm.
| Thụy hiệu     | Tên húy      | Năm sinh - Năm mất | Thời gian trị vì | Niên hiệu             |
| ------------- | ------------ | ------------------ | ---------------- | --------------------- |
| Tiên Hoàng Đế | Đinh Bộ Lĩnh | 924 - 979          | 968 - 979        | - Thái Bình (968-979) |
| Phế Đế        | Đinh Toàn    | 974 - 1001         | 979 - 980        | không có              |

## Thế phả
|                                  |                                  |                                  |                                  |                                  |                                  |  |  |                                           |                              |                              |                              |                              |                              |  |  |                                      |                                      |                                      |                                      |                                      |                                      |  |  |
|                                  |                                  |                                  |                                  |                                  |                                  |  |  | Đinh Công Trứ 877-940                     |                              |                              |                              |                              |                              |  |  |                                      |                                      |                                      |                                      |                                      |                                      |  |  |
|                                  |                                  |                                  |                                  |                                  |                                  |  |  |                                           |                              |                              |                              |                              |                              |  |  |                                      |                                      |                                      |                                      |                                      |                                      |  |  |
|                                  |                                  |                                  |                                  |                                  |                                  |  |  | (1)Tiên Hoàng Đế Đinh Bộ Lĩnh 924-968-979 |                              |                              |                              |                              |                              |  |  |                                      |                                      |                                      |                                      |                                      |                                      |  |  |
|                                  |                                  |                                  |                                  |                                  |                                  |  |  |                                           |                              |                              |                              |                              |                              |  |  |                                      |                                      |                                      |                                      |                                      |                                      |  |  |
|                                  |                                  |                                  |                                  |                                  |                                  |  |  |                                           |                              |                              |                              |                              |                              |  |  |                                      |                                      |                                      |                                      |                                      |                                      |  |  |
| Nam Việt Vương Đinh Liễn 945-979 | Nam Việt Vương Đinh Liễn 945-979 | Nam Việt Vương Đinh Liễn 945-979 | Nam Việt Vương Đinh Liễn 945-979 | Nam Việt Vương Đinh Liễn 945-979 | Nam Việt Vương Đinh Liễn 945-979 |  |  | Thái Tử Đinh Hạng Lang ?-979              | Thái Tử Đinh Hạng Lang ?-979 | Thái Tử Đinh Hạng Lang ?-979 | Thái Tử Đinh Hạng Lang ?-979 | Thái Tử Đinh Hạng Lang ?-979 | Thái Tử Đinh Hạng Lang ?-979 |  |  | (2)Phế Đế Đinh Toàn 974-979-980-1001 | (2)Phế Đế Đinh Toàn 974-979-980-1001 | (2)Phế Đế Đinh Toàn 974-979-980-1001 | (2)Phế Đế Đinh Toàn 974-979-980-1001 | (2)Phế Đế Đinh Toàn 974-979-980-1001 | (2)Phế Đế Đinh Toàn 974-979-980-1001 |  |  |

|                              |                              |                              |                              |                              |                              |  |  |                               |                               |                               |                               |                               |                               |                              |                              |                              |                              |                  |                  |                                |                                |                                |                                |                                |                                |                    |                    |                               |                               |                               |                               |                                |                                |                                |                                |                                |                                |                        |                        |                                        |                                      |                                      |                                      |                                      |                                      |                                      |                                      | Thời kỳ Tự chủ                       | Thời kỳ Tự chủ                       | Thời kỳ Tự chủ                | Thời kỳ Tự chủ                | Thời kỳ Tự chủ                | Thời kỳ Tự chủ                |  |  |                               |                               |                               |                               |                               |                               |       |       | Nhà Ngô                 | Nhà Ngô                 | Nhà Ngô                 | Nhà Ngô                 | Nhà Ngô                 | Nhà Ngô                 |                    |                    |                      |                      |                      |                      |                      |                      |  |  |  |  |  |  |  |  |  |  |  |  |  |  |
|                              |                              |                              |                              |                              |                              |  |  |                               |                               |                               |                               |                               |                               |                              |                              |                              |                              |                  |                  |                                |                                |                                |                                |                                |                                |                    |                    |                               |                               |                               |                               |                                |                                |                                |                                |                                |                                |                        |                        |                                        |                                      |                                      |                                      |                                      |                                      |                                      |                                      | Thời kỳ Tự chủ                       | Thời kỳ Tự chủ                       | Thời kỳ Tự chủ                | Thời kỳ Tự chủ                | Thời kỳ Tự chủ                | Thời kỳ Tự chủ                |  |  | Loạn 12 sứ quân               |                               |                               |                               |                               |                               |       |       | Nhà Ngô                 | Nhà Ngô                 | Nhà Ngô                 | Nhà Ngô                 | Nhà Ngô                 | Nhà Ngô                 |                    |                    |                      |                      |                      |                      |                      |                      |  |  |  |  |  |  |  |  |  |  |  |  |  |  |
|                              |                              |                              |                              |                              |                              |  |  |                               |                               |                               |                               |                               |                               |                              |                              |                              |                              |                  |                  |                                |                                |                                |                                |                                |                                |                    |                    |                               |                               |                               |                               |                                |                                |                                |                                |                                |                                |                        |                        |                                        |                                      |                                      |                                      |                                      |                                      |                                      |                                      | Nhà Đinh                             | Nhà Đinh                             | Nhà Đinh                      | Nhà Đinh                      | Nhà Đinh                      | Nhà Đinh                      |  |  |                               |                               |                               |                               |                               |                               |       |       | Nhà Tiền Lê             | Nhà Tiền Lê             | Nhà Tiền Lê             | Nhà Tiền Lê             | Nhà Tiền Lê             | Nhà Tiền Lê             |                    |                    |                      |                      |                      |                      |                      |                      |  |  |  |  |  |  |  |  |  |  |  |  |  |  |
|                              |                              |                              |                              |                              |                              |  |  |                               |                               |                               |                               |                               |                               |                              |                              |                              |                              |                  |                  |                                |                                |                                |                                |                                |                                |                    |                    |                               |                               |                               |                               |                                |                                |                                |                                |                                |                                |                        |                        |                                        |                                      |                                      |                                      |                                      |                                      |                                      |                                      | Nhà Đinh                             | Nhà Đinh                             | Nhà Đinh                      | Nhà Đinh                      | Nhà Đinh                      | Nhà Đinh                      |  |  | Nhà Lý                        |                               |                               |                               |                               |                               |       |       | Nhà Tiền Lê             | Nhà Tiền Lê             | Nhà Tiền Lê             | Nhà Tiền Lê             | Nhà Tiền Lê             | Nhà Tiền Lê             |                    |                    |                      |                      |                      |                      |                      |                      |  |  |  |  |  |  |  |  |  |  |  |  |  |  |
|                              |                              |                              |                              |                              |                              |  |  |                               |                               |                               |                               |                               |                               |                              |                              |                              |                              |                  |                  |                                |                                |                                |                                |                                |                                |                    |                    |                               |                               |                               |                               |                                |                                |                                |                                |                                |                                |                        |                        |                                        |                                      |                                      |                                      |                                      |                                      |                                      |                                      | kết hôn                              | kết hôn                              | kết hôn                       | kết hôn                       | kết hôn                       | kết hôn                       |  |  |                               |                               |                               |                               |                               |                               |       |       | nữ giới                 | nữ giới                 | nữ giới                 | nữ giới                 | nữ giới                 | nữ giới                 |                    |                    |                      |                      |                      |                      |                      |                      |  |  |  |  |  |  |  |  |  |  |  |  |  |  |
|                              |                              |                              |                              |                              |                              |  |  |                               |                               |                               |                               |                               |                               |                              |                              |                              |                              |                  |                  |                                |                                |                                |                                |                                |                                |                    |                    |                               |                               |                               |                               |                                |                                |                                |                                |                                |                                |                        |                        |                                        |                                      |                                      |                                      |                                      |                                      |                                      |                                      | kết hôn                              | kết hôn                              | kết hôn                       | kết hôn                       | kết hôn                       | kết hôn                       |  |  |                               |                               |                               |                               |                               |                               |       |       | nữ giới                 | nữ giới                 | nữ giới                 | nữ giới                 | nữ giới                 | nữ giới                 |                    |                    |                      |                      |                      |                      |                      |                      |  |  |  |  |  |  |  |  |  |  |  |  |  |  |
|                              |                              |                              |                              |                              |                              |  |  |                               |                               |                               |                               |                               |                               |                              |                              |                              |                              |                  |                  |                                |                                |                                |                                |                                |                                |                    |                    |                               |                               |                               |                               |                                |                                |                                |                                |                                |                                |                        |                        | Thời kỳ Tự chủ (905-938)               |                                      |                                      |                                      |                                      |                                      |                                      |                                      |                                      |                                      |                               |                               |                               |                               |  |  |                               |                               |                               |                               |                               |                               |       |       |                         |                         |                         |                         |                         |                         |                    |                    |                      |                      |                      |                      |                      |                      |  |  |  |  |  |  |  |  |  |  |  |  |  |  |
|                              |                              |                              |                              |                              |                              |  |  |                               |                               |                               |                               |                               |                               |                              |                              |                              |                              |                  |                  |                                |                                |                                |                                |                                |                                |                    |                    |                               |                               |                               |                               |                                |                                |                                |                                |                                |                                |                        |                        | (1)Khúc Thừa Dụ 830-905-907            |                                      |                                      |                                      |                                      |                                      |                                      |                                      |                                      |                                      |                               |                               |                               |                               |  |  |                               |                               |                               |                               |                               |                               |       |       |                         |                         |                         |                         |                         |                         |                    |                    |                      |                      |                      |                      |                      |                      |  |  |  |  |  |  |  |  |  |  |  |  |  |  |
|                              |                              |                              |                              |                              |                              |  |  |                               |                               |                               |                               |                               |                               |                              |                              |                              |                              |                  |                  |                                |                                |                                |                                |                                |                                |                    |                    |                               |                               |                               |                               |                                |                                |                                |                                |                                |                                |                        |                        |                                        |                                      |                                      |                                      |                                      |                                      |                                      |                                      |                                      |                                      |                               |                               |                               |                               |  |  |                               |                               |                               |                               |                               |                               |       |       |                         |                         |                         |                         |                         |                         |                    |                    |                      |                      |                      |                      |                      |                      |  |  |  |  |  |  |  |  |  |  |  |  |  |  |
|                              |                              |                              |                              |                              |                              |  |  |                               |                               |                               |                               |                               |                               |                              |                              |                              |                              |                  |                  |                                |                                |                                |                                |                                |                                |                    |                    |                               |                               |                               |                               |                                |                                |                                |                                |                                |                                |                        |                        | (2)Khúc Hạo 860-907-917                |                                      |                                      |                                      |                                      |                                      |                                      |                                      |                                      |                                      |                               |                               |                               |                               |  |  |                               |                               |                               |                               |                               |                               |       |       |                         |                         |                         |                         |                         |                         |                    |                    |                      |                      |                      |                      |                      |                      |  |  |  |  |  |  |  |  |  |  |  |  |  |  |
|                              |                              |                              |                              |                              |                              |  |  |                               |                               |                               |                               |                               |                               |                              |                              |                              |                              |                  |                  |                                |                                |                                |                                |                                |                                |                    |                    |                               |                               |                               |                               | (gia tướng)                    | (gia tướng)                    | (gia tướng)                    | (gia tướng)                    | (gia tướng)                    | (gia tướng)                    |                        |                        |                                        |                                      |                                      |                                      |                                      |                                      |                                      |                                      | (gia tướng)                          | (gia tướng)                          | (gia tướng)                   | (gia tướng)                   | (gia tướng)                   | (gia tướng)                   |  |  |                               |                               |                               |                               |                               |                               |       |       |                         |                         |                         |                         |                         |                         |                    |                    |                      |                      |                      |                      |                      |                      |  |  |  |  |  |  |  |  |  |  |  |  |  |  |
|                              |                              |                              |                              |                              |                              |  |  |                               |                               |                               |                               |                               |                               |                              |                              |                              |                              |                  |                  |                                |                                |                                |                                |                                |                                |                    |                    |                               |                               |                               |                               | (gia tướng)                    | (gia tướng)                    | (gia tướng)                    | (gia tướng)                    | (gia tướng)                    | (gia tướng)                    |                        |                        |                                        |                                      |                                      |                                      |                                      |                                      |                                      |                                      | (gia tướng)                          | (gia tướng)                          | (gia tướng)                   | (gia tướng)                   | (gia tướng)                   | (gia tướng)                   |  |  |                               |                               |                               |                               |                               |                               |       |       |                         |                         |                         |                         |                         |                         |                    |                    |                      |                      |                      |                      |                      |                      |  |  |  |  |  |  |  |  |  |  |  |  |  |  |
|                              |                              |                              |                              |                              |                              |  |  |                               |                               |                               |                               |                               |                               |                              |                              |                              |                              |                  |                  | (4)Dương Đình Nghệ 874-931-937 | (4)Dương Đình Nghệ 874-931-937 | (4)Dương Đình Nghệ 874-931-937 | (4)Dương Đình Nghệ 874-931-937 | (4)Dương Đình Nghệ 874-931-937 | (4)Dương Đình Nghệ 874-931-937 |                    |                    |                               |                               |                               |                               |                                |                                |                                |                                |                                |                                |                        |                        | (3)Khúc Thừa Mỹ 874-917- 923/930-931   | (3)Khúc Thừa Mỹ 874-917- 923/930-931 | (3)Khúc Thừa Mỹ 874-917- 923/930-931 | (3)Khúc Thừa Mỹ 874-917- 923/930-931 | (3)Khúc Thừa Mỹ 874-917- 923/930-931 | (3)Khúc Thừa Mỹ 874-917- 923/930-931 |                                      |                                      |                                      |                                      |                               |                               |                               |                               |  |  | (5)Kiều Công Tiễn 870-937-938 | (5)Kiều Công Tiễn 870-937-938 | (5)Kiều Công Tiễn 870-937-938 | (5)Kiều Công Tiễn 870-937-938 | (5)Kiều Công Tiễn 870-937-938 | (5)Kiều Công Tiễn 870-937-938 |       |       |                         |                         |                         |                         |                         |                         |                    |                    |                      |                      |                      |                      |                      |                      |  |  |  |  |  |  |  |  |  |  |  |  |  |  |
|                              |                              |                              |                              |                              |                              |  |  | (gia tướng)                   |                               |                               |                               |                               |                               |                              |                              |                              |                              |                  |                  | (4)Dương Đình Nghệ 874-931-937 | (4)Dương Đình Nghệ 874-931-937 | (4)Dương Đình Nghệ 874-931-937 | (4)Dương Đình Nghệ 874-931-937 | (4)Dương Đình Nghệ 874-931-937 | (4)Dương Đình Nghệ 874-931-937 |                    |                    |                               |                               |                               |                               |                                |                                |                                |                                |                                |                                |                        |                        | (3)Khúc Thừa Mỹ 874-917- 923/930-931   | (3)Khúc Thừa Mỹ 874-917- 923/930-931 | (3)Khúc Thừa Mỹ 874-917- 923/930-931 | (3)Khúc Thừa Mỹ 874-917- 923/930-931 | (3)Khúc Thừa Mỹ 874-917- 923/930-931 | (3)Khúc Thừa Mỹ 874-917- 923/930-931 |                                      |                                      |                                      |                                      |                               |                               |                               |                               |  |  | (5)Kiều Công Tiễn 870-937-938 | (5)Kiều Công Tiễn 870-937-938 | (5)Kiều Công Tiễn 870-937-938 | (5)Kiều Công Tiễn 870-937-938 | (5)Kiều Công Tiễn 870-937-938 | (5)Kiều Công Tiễn 870-937-938 |       |       |                         |                         |                         |                         |                         |                         |                    |                    |                      |                      |                      |                      |                      |                      |  |  |  |  |  |  |  |  |  |  |  |  |  |  |
|                              |                              |                              |                              |                              |                              |  |  |                               |                               |                               |                               |                               |                               |                              |                              |                              |                              |                  |                  |                                |                                |                                |                                |                                |                                |                    |                    |                               |                               |                               |                               |                                |                                |                                |                                |                                |                                |                        |                        |                                        |                                      |                                      |                                      |                                      |                                      |                                      |                                      |                                      |                                      |                               |                               |                               |                               |  |  |                               |                               |                               |                               |                               |                               |       |       |                         |                         |                         |                         |                         |                         |                    |                    |                      |                      |                      |                      |                      |                      |  |  |  |  |  |  |  |  |  |  |  |  |  |  |
| Nhà Ngô (939-965)            |                              |                              |                              |                              |                              |  |  |                               |                               |                               |                               |                               |                               |                              |                              |                              |                              |                  |                  |                                |                                |                                |                                |                                |                                |                    |                    |                               |                               |                               |                               |                                |                                |                                |                                |                                |                                |                        |                        |                                        |                                      |                                      |                                      |                                      |                                      |                                      |                                      |                                      |                                      |                               |                               |                               |                               |  |  |                               |                               |                               |                               |                               |                               |       |       |                         |                         |                         |                         |                         |                         |                    |                    |                      |                      |                      |                      |                      |                      |  |  |  |  |  |  |  |  |  |  |  |  |  |  |
|                              |                              |                              |                              |                              |                              |  |  |                               |                               |                               |                               |                               |                               |                              |                              |                              |                              |                  |                  |                                |                                |                                |                                |                                |                                |                    |                    |                               |                               |                               |                               |                                |                                |                                |                                |                                |                                |                        |                        |                                        |                                      |                                      |                                      |                                      |                                      |                                      |                                      |                                      |                                      |                               |                               |                               |                               |  |  |                               |                               |                               |                               |                               |                               |       |       |                         |                         |                         |                         |                         |                         |                    |                    |                      |                      |                      |                      |                      |                      |  |  |  |  |  |  |  |  |  |  |  |  |  |  |
| (1)Ngô Quyền 898-939-944     | (1)Ngô Quyền 898-939-944     | (1)Ngô Quyền 898-939-944     | (1)Ngô Quyền 898-939-944     | (1)Ngô Quyền 898-939-944     | (1)Ngô Quyền 898-939-944     |  |  | Dương Như Ngọc ?-?            | Dương Như Ngọc ?-?            | Dương Như Ngọc ?-?            | Dương Như Ngọc ?-?            | Dương Như Ngọc ?-?            | Dương Như Ngọc ?-?            |                              |                              |                              |                              |                  |                  |                                |                                |                                |                                |                                |                                |                    |                    |                               |                               |                               |                               | (2)Dương Tam Kha ?-944-950-980 | (2)Dương Tam Kha ?-944-950-980 | (2)Dương Tam Kha ?-944-950-980 | (2)Dương Tam Kha ?-944-950-980 | (2)Dương Tam Kha ?-944-950-980 | (2)Dương Tam Kha ?-944-950-980 |                        |                        |                                        |                                      |                                      |                                      |                                      |                                      |                                      |                                      |                                      |                                      |                               |                               |                               |                               |  |  | Kiều Công Chuẩn ?-?           | Kiều Công Chuẩn ?-?           | Kiều Công Chuẩn ?-?           | Kiều Công Chuẩn ?-?           | Kiều Công Chuẩn ?-?           | Kiều Công Chuẩn ?-?           |       |       |                         |                         |                         |                         |                         |                         |                    |                    |                      |                      |                      |                      |                      |                      |  |  |  |  |  |  |  |  |  |  |  |  |  |  |
| (1)Ngô Quyền 898-939-944     | (1)Ngô Quyền 898-939-944     | (1)Ngô Quyền 898-939-944     | (1)Ngô Quyền 898-939-944     | (1)Ngô Quyền 898-939-944     | (1)Ngô Quyền 898-939-944     |  |  | Dương Như Ngọc ?-?            | Dương Như Ngọc ?-?            | Dương Như Ngọc ?-?            | Dương Như Ngọc ?-?            | Dương Như Ngọc ?-?            | Dương Như Ngọc ?-?            |                              |                              |                              |                              |                  |                  |                                |                                |                                |                                |                                |                                |                    |                    |                               |                               |                               |                               | (2)Dương Tam Kha ?-944-950-980 | (2)Dương Tam Kha ?-944-950-980 | (2)Dương Tam Kha ?-944-950-980 | (2)Dương Tam Kha ?-944-950-980 | (2)Dương Tam Kha ?-944-950-980 | (2)Dương Tam Kha ?-944-950-980 |                        |                        |                                        |                                      |                                      |                                      |                                      |                                      |                                      |                                      |                                      |                                      |                               |                               |                               |                               |  |  | Kiều Công Chuẩn ?-?           | Kiều Công Chuẩn ?-?           | Kiều Công Chuẩn ?-?           | Kiều Công Chuẩn ?-?           | Kiều Công Chuẩn ?-?           | Kiều Công Chuẩn ?-?           |       |       |                         |                         |                         |                         |                         |                         |                    |                    |                      |                      |                      |                      |                      |                      |  |  |  |  |  |  |  |  |  |  |  |  |  |  |
|                              |                              |                              |                              |                              |                              |  |  |                               |                               |                               |                               |                               |                               |                              |                              | (nhận nuôi)                  |                              |                  |                  |                                |                                |                                |                                |                                |                                |                    |                    |                               |                               |                               |                               |                                |                                |                                |                                |                                |                                |                        |                        |                                        |                                      |                                      |                                      |                                      |                                      |                                      |                                      |                                      |                                      |                               |                               |                               |                               |  |  |                               |                               |                               |                               |                               |                               |       |       |                         |                         |                         |                         |                         |                         |                    |                    |                      |                      |                      |                      |                      |                      |  |  |  |  |  |  |  |  |  |  |  |  |  |  |
|                              |                              |                              |                              |                              |                              |  |  |                               |                               |                               |                               |                               |                               |                              |                              |                              |                              |                  |                  |                                |                                |                                |                                |                                |                                |                    |                    |                               |                               |                               |                               |                                |                                |                                |                                |                                |                                |                        |                        |                                        |                                      |                                      |                                      |                                      |                                      |                                      |                                      |                                      |                                      |                               |                               |                               |                               |  |  |                               |                               |                               |                               |                               |                               |       |       |                         |                         |                         |                         |                         |                         |                    |                    |                      |                      |                      |                      |                      |                      |  |  |  |  |  |  |  |  |  |  |  |  |  |  |
|                              |                              |                              |                              |                              |                              |  |  |                               |                               |                               |                               |                               |                               |                              |                              |                              |                              |                  |                  |                                |                                |                                |                                | Nhà Đinh (968-980)             | Nhà Đinh (968-980)             | Nhà Đinh (968-980) | Nhà Đinh (968-980) | Nhà Đinh (968-980)            | Nhà Đinh (968-980)            |                               |                               |                                |                                |                                |                                |                                |                                |                        |                        | Nhà Tiền Lê (980-1009)                 | Nhà Tiền Lê (980-1009)               | Nhà Tiền Lê (980-1009)               | Nhà Tiền Lê (980-1009)               | Nhà Tiền Lê (980-1009)               | Nhà Tiền Lê (980-1009)               |                                      |                                      |                                      |                                      |                               |                               |                               |                               |  |  |                               |                               |                               |                               |                               |                               |       |       |                         |                         |                         |                         |                         |                         |                    |                    |                      |                      |                      |                      |                      |                      |  |  |  |  |  |  |  |  |  |  |  |  |  |  |
| (3b)Ngô Xương Ngập ?-951-954 | (3b)Ngô Xương Ngập ?-951-954 | (3b)Ngô Xương Ngập ?-951-954 | (3b)Ngô Xương Ngập ?-951-954 | (3b)Ngô Xương Ngập ?-951-954 | (3b)Ngô Xương Ngập ?-951-954 |  |  | (3a)Ngô Xương Văn 934-950-965 | (3a)Ngô Xương Văn 934-950-965 | (3a)Ngô Xương Văn 934-950-965 | (3a)Ngô Xương Văn 934-950-965 | (3a)Ngô Xương Văn 934-950-965 | (3a)Ngô Xương Văn 934-950-965 |                              |                              | Ngô phu nhân ?-?             | Ngô phu nhân ?-?             | Ngô phu nhân ?-? | Ngô phu nhân ?-? | Ngô phu nhân ?-?               | Ngô phu nhân ?-?               |                                |                                | Nhà Đinh (968-980)             | Nhà Đinh (968-980)             | Nhà Đinh (968-980) | Nhà Đinh (968-980) | Nhà Đinh (968-980)            | Nhà Đinh (968-980)            | (1)Đinh Bộ Lĩnh 924-968-979   | (1)Đinh Bộ Lĩnh 924-968-979   | (1)Đinh Bộ Lĩnh 924-968-979    | (1)Đinh Bộ Lĩnh 924-968-979    | (1)Đinh Bộ Lĩnh 924-968-979    | (1)Đinh Bộ Lĩnh 924-968-979    |                                |                                | Dương Vân Nga 952-1000 | Dương Vân Nga 952-1000 | Dương Vân Nga 952-1000                 | Dương Vân Nga 952-1000               | Dương Vân Nga 952-1000               | Dương Vân Nga 952-1000               | Nhà Tiền Lê (980-1009)               | Nhà Tiền Lê (980-1009)               |                                      |                                      | (1)Lê Hoàn 941-980-1005              | (1)Lê Hoàn 941-980-1005              | (1)Lê Hoàn 941-980-1005       | (1)Lê Hoàn 941-980-1005       | (1)Lê Hoàn 941-980-1005       | (1)Lê Hoàn 941-980-1005       |  |  | Chi hầu Diệu nữ ?-?           | Chi hầu Diệu nữ ?-?           | Chi hầu Diệu nữ ?-?           | Chi hầu Diệu nữ ?-?           | Chi hầu Diệu nữ ?-?           | Chi hầu Diệu nữ ?-?           |       |       | Kiều Công Hãn ?-966-967 | Kiều Công Hãn ?-966-967 | Kiều Công Hãn ?-966-967 | Kiều Công Hãn ?-966-967 | Kiều Công Hãn ?-966-967 | Kiều Công Hãn ?-966-967 |                    |                    | Kiều Thuận ?-966-967 | Kiều Thuận ?-966-967 | Kiều Thuận ?-966-967 | Kiều Thuận ?-966-967 | Kiều Thuận ?-966-967 | Kiều Thuận ?-966-967 |  |  |  |  |  |  |  |  |  |  |  |  |  |  |
| (3b)Ngô Xương Ngập ?-951-954 | (3b)Ngô Xương Ngập ?-951-954 | (3b)Ngô Xương Ngập ?-951-954 | (3b)Ngô Xương Ngập ?-951-954 | (3b)Ngô Xương Ngập ?-951-954 | (3b)Ngô Xương Ngập ?-951-954 |  |  | (3a)Ngô Xương Văn 934-950-965 | (3a)Ngô Xương Văn 934-950-965 | (3a)Ngô Xương Văn 934-950-965 | (3a)Ngô Xương Văn 934-950-965 | (3a)Ngô Xương Văn 934-950-965 | (3a)Ngô Xương Văn 934-950-965 |                              |                              | Ngô phu nhân ?-?             | Ngô phu nhân ?-?             | Ngô phu nhân ?-? | Ngô phu nhân ?-? | Ngô phu nhân ?-?               | Ngô phu nhân ?-?               |                                |                                |                                |                                |                    |                    |                               |                               | (1)Đinh Bộ Lĩnh 924-968-979   | (1)Đinh Bộ Lĩnh 924-968-979   | (1)Đinh Bộ Lĩnh 924-968-979    | (1)Đinh Bộ Lĩnh 924-968-979    | (1)Đinh Bộ Lĩnh 924-968-979    | (1)Đinh Bộ Lĩnh 924-968-979    |                                |                                | Dương Vân Nga 952-1000 | Dương Vân Nga 952-1000 | Dương Vân Nga 952-1000                 | Dương Vân Nga 952-1000               | Dương Vân Nga 952-1000               | Dương Vân Nga 952-1000               |                                      |                                      |                                      |                                      | (1)Lê Hoàn 941-980-1005              | (1)Lê Hoàn 941-980-1005              | (1)Lê Hoàn 941-980-1005       | (1)Lê Hoàn 941-980-1005       | (1)Lê Hoàn 941-980-1005       | (1)Lê Hoàn 941-980-1005       |  |  | Chi hầu Diệu nữ ?-?           | Chi hầu Diệu nữ ?-?           | Chi hầu Diệu nữ ?-?           | Chi hầu Diệu nữ ?-?           | Chi hầu Diệu nữ ?-?           | Chi hầu Diệu nữ ?-?           |       |       | Kiều Công Hãn ?-966-967 | Kiều Công Hãn ?-966-967 | Kiều Công Hãn ?-966-967 | Kiều Công Hãn ?-966-967 | Kiều Công Hãn ?-966-967 | Kiều Công Hãn ?-966-967 |                    |                    | Kiều Thuận ?-966-967 | Kiều Thuận ?-966-967 | Kiều Thuận ?-966-967 | Kiều Thuận ?-966-967 | Kiều Thuận ?-966-967 | Kiều Thuận ?-966-967 |  |  |  |  |  |  |  |  |  |  |  |  |  |  |
|                              |                              |                              |                              |                              |                              |  |  |                               |                               |                               |                               |                               |                               |                              |                              |                              |                              |                  |                  |                                |                                |                                |                                |                                |                                |                    |                    |                               |                               |                               |                               |                                |                                |                                |                                |                                |                                |                        |                        |                                        |                                      |                                      |                                      |                                      |                                      |                                      |                                      |                                      |                                      |                               |                               |                               |                               |  |  |                               |                               |                               |                               |                               |                               |       |       |                         |                         |                         |                         |                         |                         |                    |                    |                      |                      |                      |                      |                      |                      |  |  |  |  |  |  |  |  |  |  |  |  |  |  |
|                              |                              |                              |                              |                              |                              |  |  |                               |                               |                               |                               |                               |                               |                              |                              |                              |                              |                  |                  |                                |                                |                                |                                |                                |                                |                    |                    |                               |                               |                               |                               |                                |                                |                                |                                |                                |                                |                        |                        |                                        |                                      |                                      |                                      |                                      |                                      |                                      |                                      |                                      |                                      |                               |                               |                               |                               |  |  |                               |                               |                               |                               |                               |                               |       |       |                         |                         |                         |                         |                         |                         |                    |                    |                      |                      |                      |                      |                      |                      |  |  |  |  |  |  |  |  |  |  |  |  |  |  |
|                              |                              |                              |                              |                              |                              |  |  |                               |                               |                               |                               |                               |                               |                              |                              |                              |                              |                  |                  | Đinh Hạng Lang ?-979           | Đinh Hạng Lang ?-979           | Đinh Hạng Lang ?-979           | Đinh Hạng Lang ?-979           | Đinh Hạng Lang ?-979           | Đinh Hạng Lang ?-979           |                    |                    | (2)Đinh Toàn 974-979-980-1001 | (2)Đinh Toàn 974-979-980-1001 | (2)Đinh Toàn 974-979-980-1001 | (2)Đinh Toàn 974-979-980-1001 | (2)Đinh Toàn 974-979-980-1001  | (2)Đinh Toàn 974-979-980-1001  |                                |                                |                                |                                |                        |                        | (2)Lê Long Việt 983-1005               | (2)Lê Long Việt 983-1005             | (2)Lê Long Việt 983-1005             | (2)Lê Long Việt 983-1005             | (2)Lê Long Việt 983-1005             | (2)Lê Long Việt 983-1005             |                                      |                                      | (3)Lê Long Đĩnh 986-1005-1009        | (3)Lê Long Đĩnh 986-1005-1009        | (3)Lê Long Đĩnh 986-1005-1009 | (3)Lê Long Đĩnh 986-1005-1009 | (3)Lê Long Đĩnh 986-1005-1009 | (3)Lê Long Đĩnh 986-1005-1009 |  |  |                               |                               |                               |                               |                               |                               |       |       |                         |                         |                         |                         |                         |                         |                    |                    |                      |                      |                      |                      |                      |                      |  |  |  |  |  |  |  |  |  |  |  |  |  |  |
| (con)                        | (con)                        | (con)                        | (con)                        | (con)                        | (con)                        |  |  |                               |                               |                               |                               | (con)                         | (con)                         | (con)                        | (con)                        | (con)                        | (con)                        |                  |                  | Đinh Hạng Lang ?-979           | Đinh Hạng Lang ?-979           | Đinh Hạng Lang ?-979           | Đinh Hạng Lang ?-979           | Đinh Hạng Lang ?-979           | Đinh Hạng Lang ?-979           |                    |                    | (2)Đinh Toàn 974-979-980-1001 | (2)Đinh Toàn 974-979-980-1001 | (2)Đinh Toàn 974-979-980-1001 | (2)Đinh Toàn 974-979-980-1001 | (2)Đinh Toàn 974-979-980-1001  | (2)Đinh Toàn 974-979-980-1001  |                                |                                | (con)                          | (con)                          | (con)                  | (con)                  | (con)                                  | (con)                                | (2)Lê Long Việt 983-1005             | (2)Lê Long Việt 983-1005             | (2)Lê Long Việt 983-1005             | (2)Lê Long Việt 983-1005             |                                      |                                      | (3)Lê Long Đĩnh 986-1005-1009        | (3)Lê Long Đĩnh 986-1005-1009        | (3)Lê Long Đĩnh 986-1005-1009 | (3)Lê Long Đĩnh 986-1005-1009 | (3)Lê Long Đĩnh 986-1005-1009 | (3)Lê Long Đĩnh 986-1005-1009 |  |  |                               |                               | (con)                         | (con)                         | (con)                         | (con)                         | (con) | (con) |                         |                         | Nhà Lý (1009-1225)      | Nhà Lý (1009-1225)      | Nhà Lý (1009-1225)      | Nhà Lý (1009-1225)      | Nhà Lý (1009-1225) | Nhà Lý (1009-1225) |                      |                      |                      |                      |                      |                      |  |  |  |  |  |  |  |  |  |  |  |  |  |  |
| (con)                        | (con)                        | (con)                        | (con)                        | (con)                        | (con)                        |  |  |                               |                               |                               |                               | (con)                         | (con)                         | (con)                        | (con)                        | (con)                        | (con)                        |                  |                  |                                |                                |                                |                                |                                |                                |                    |                    |                               |                               |                               |                               |                                |                                |                                |                                | (con)                          | (con)                          | (con)                  | (con)                  | (con)                                  | (con)                                |                                      |                                      |                                      |                                      |                                      |                                      |                                      |                                      |                               |                               |                               |                               |  |  |                               |                               | (con)                         | (con)                         | (con)                         | (con)                         | (con) | (con) |                         |                         | Nhà Lý (1009-1225)      | Nhà Lý (1009-1225)      | Nhà Lý (1009-1225)      | Nhà Lý (1009-1225)      | Nhà Lý (1009-1225) | Nhà Lý (1009-1225) |                      |                      |                      |                      |                      |                      |  |  |  |  |  |  |  |  |  |  |  |  |  |  |
| Ngô Xương Xí ?-965-968-?     | Ngô Xương Xí ?-965-968-?     | Ngô Xương Xí ?-965-968-?     | Ngô Xương Xí ?-965-968-?     | Ngô Xương Xí ?-965-968-?     | Ngô Xương Xí ?-965-968-?     |  |  |                               |                               |                               |                               | Ngô Nhật Khánh ?-966-968-979  | Ngô Nhật Khánh ?-966-968-979  | Ngô Nhật Khánh ?-966-968-979 | Ngô Nhật Khánh ?-966-968-979 | Ngô Nhật Khánh ?-966-968-979 | Ngô Nhật Khánh ?-966-968-979 |                  |                  | Đinh Phất Kim ?-?              | Đinh Phất Kim ?-?              | Đinh Phất Kim ?-?              | Đinh Phất Kim ?-?              | Đinh Phất Kim ?-?              | Đinh Phất Kim ?-?              |                    |                    | Đinh Liễn 945-979             | Đinh Liễn 945-979             | Đinh Liễn 945-979             | Đinh Liễn 945-979             | Đinh Liễn 945-979              | Đinh Liễn 945-979              |                                |                                | Lê Thị Phất Ngân ?-?           | Lê Thị Phất Ngân ?-?           | Lê Thị Phất Ngân ?-?   | Lê Thị Phất Ngân ?-?   | Lê Thị Phất Ngân ?-?                   | Lê Thị Phất Ngân ?-?                 |                                      |                                      | (1)Thái Tổ Lý Công Uẩn 974-1009-1028 | (1)Thái Tổ Lý Công Uẩn 974-1009-1028 | (1)Thái Tổ Lý Công Uẩn 974-1009-1028 | (1)Thái Tổ Lý Công Uẩn 974-1009-1028 | (1)Thái Tổ Lý Công Uẩn 974-1009-1028 | (1)Thái Tổ Lý Công Uẩn 974-1009-1028 |                               |                               |                               |                               |  |  |                               |                               |                               |                               |                               |                               |       |       |                         |                         |                         |                         |                         |                         |                    |                    |                      |                      |                      |                      |                      |                      |  |  |  |  |  |  |  |  |  |  |  |  |  |  |
| Ngô Xương Xí ?-965-968-?     | Ngô Xương Xí ?-965-968-?     | Ngô Xương Xí ?-965-968-?     | Ngô Xương Xí ?-965-968-?     | Ngô Xương Xí ?-965-968-?     | Ngô Xương Xí ?-965-968-?     |  |  |                               |                               |                               |                               | Ngô Nhật Khánh ?-966-968-979  | Ngô Nhật Khánh ?-966-968-979  | Ngô Nhật Khánh ?-966-968-979 | Ngô Nhật Khánh ?-966-968-979 | Ngô Nhật Khánh ?-966-968-979 | Ngô Nhật Khánh ?-966-968-979 |                  |                  | Đinh Phất Kim ?-?              | Đinh Phất Kim ?-?              | Đinh Phất Kim ?-?              | Đinh Phất Kim ?-?              | Đinh Phất Kim ?-?              | Đinh Phất Kim ?-?              |                    |                    | Đinh Liễn 945-979             | Đinh Liễn 945-979             | Đinh Liễn 945-979             | Đinh Liễn 945-979             | Đinh Liễn 945-979              | Đinh Liễn 945-979              |                                |                                | Lê Thị Phất Ngân ?-?           | Lê Thị Phất Ngân ?-?           | Lê Thị Phất Ngân ?-?   | Lê Thị Phất Ngân ?-?   | Lê Thị Phất Ngân ?-?                   | Lê Thị Phất Ngân ?-?                 |                                      |                                      | (1)Thái Tổ Lý Công Uẩn 974-1009-1028 | (1)Thái Tổ Lý Công Uẩn 974-1009-1028 | (1)Thái Tổ Lý Công Uẩn 974-1009-1028 | (1)Thái Tổ Lý Công Uẩn 974-1009-1028 | (1)Thái Tổ Lý Công Uẩn 974-1009-1028 | (1)Thái Tổ Lý Công Uẩn 974-1009-1028 |                               |                               |                               |                               |  |  |                               |                               |                               |                               |                               |                               |       |       |                         |                         |                         |                         |                         |                         |                    |                    |                      |                      |                      |                      |                      |                      |  |  |  |  |  |  |  |  |  |  |  |  |  |  |
|                              |                              |                              |                              |                              |                              |  |  |                               |                               |                               |                               |                               |                               |                              |                              |                              |                              |                  |                  |                                |                                |                                |                                |                                |                                |                    |                    |                               |                               |                               |                               |                                |                                |                                |                                |                                |                                |                        |                        |                                        |                                      |                                      |                                      |                                      |                                      |                                      |                                      |                                      |                                      |                               |                               |                               |                               |  |  |                               |                               |                               |                               |                               |                               |       |       |                         |                         |                         |                         |                         |                         |                    |                    |                      |                      |                      |                      |                      |                      |  |  |  |  |  |  |  |  |  |  |  |  |  |  |
|                              |                              |                              |                              |                              |                              |  |  |                               |                               |                               |                               |                               |                               |                              |                              |                              |                              |                  |                  |                                |                                |                                |                                |                                |                                |                    |                    |                               |                               |                               |                               |                                |                                |                                |                                |                                |                                |                        |                        | (2)Thái Tông Lý Phật Mã 1000-1028-1054 |                                      |                                      |                                      |                                      |                                      |                                      |                                      |                                      |                                      |                               |                               |                               |                               |  |  |                               |                               |                               |                               |                               |                               |       |       |                         |                         |                         |                         |                         |                         |                    |                    |                      |                      |                      |                      |                      |                      |  |  |  |  |  |  |  |  |  |  |  |  |  |  |
|                              |                              |                              |                              |                              |                              |  |  |                               |                               |                               |                               |                               |                               |                              |                              |                              |                              |                  |                  |                                |                                |                                |                                |                                |                                |                    |                    |                               |                               |                               |                               |                                |                                |                                |                                |                                |                                |                        |                        |                                        |                                      |                                      |                                      |                                      |                                      |                                      |                                      |                                      |                                      |                               |                               |                               |                               |  |  |                               |                               |                               |                               |                               |                               |       |       |                         |                         |                         |                         |                         |                         |                    |                    |                      |                      |                      |                      |                      |                      |  |  |  |  |  |  |  |  |  |  |  |  |  |  |
|                              |                              |                              |                              |                              |                              |  |  |                               |                               |                               |                               |                               |                               |                              |                              |                              |                              |                  |                  |                                |                                |                                |                                |                                |                                |                    |                    |                               |                               |                               |                               |                                |                                |                                |                                |                                |                                |                        |                        |                                        |                                      |                                      |                                      |                                      |                                      |                                      |                                      |                                      |                                      |                               |                               |                               |                               |  |  |                               |                               |                               |                               |                               |                               |       |       |                         |                         |                         |                         |                         |                         |                    |                    |                      |                      |                      |                      |                      |                      |  |  |  |  |  |  |  |  |  |  |  |  |  |  |